# Брэдбери-билдинг
Брэдбери-билдинг (англ. Bradbury Building) — здание в Лос-Анджелесе, памятник архитектуры.
Здание было построено по заказу бизнесмена Льюиса Брэдбери архитектором Джорджем Уайменом на базе изначального проекта архитектора Самнера Ханта. Первоначальная смета составляла 175 000 долларов, в итоге строительство обошлось в 500 000. Незадолго до открытия, которое состоялось в 1893 году, Брэдбери умер. 5 мая 1977 года Брэдбери-билдингу был присвоен статус Национального исторического памятника США. Сейчас в здании располагаются отдел внутренних расследований полицейского департамента Лос-Анджелеса и несколько других официальных учреждений, некоторые офисы сданы в аренду коммерческим предприятиям.
В Брэдбери-билдинге проходили съёмки фильмов «Двойная страховка» (1944), «Мёртв по прибытии» (1950), «Бегущий по лезвию» (1982), «Волк» (1994), «Смертельное оружие 4» (1998), «500 дней лета» (2009), нескольких телесериалов, в частности 5-й серии 2-го сезона телесериала «За гранью возможного» — «Демон со стеклянной рукой» (1963—1965).

## Галерея

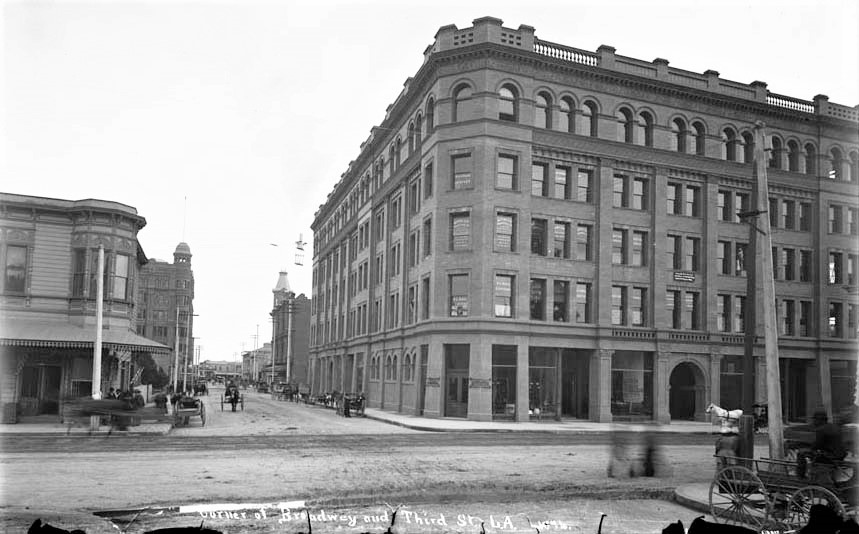
Здание в 1894 году
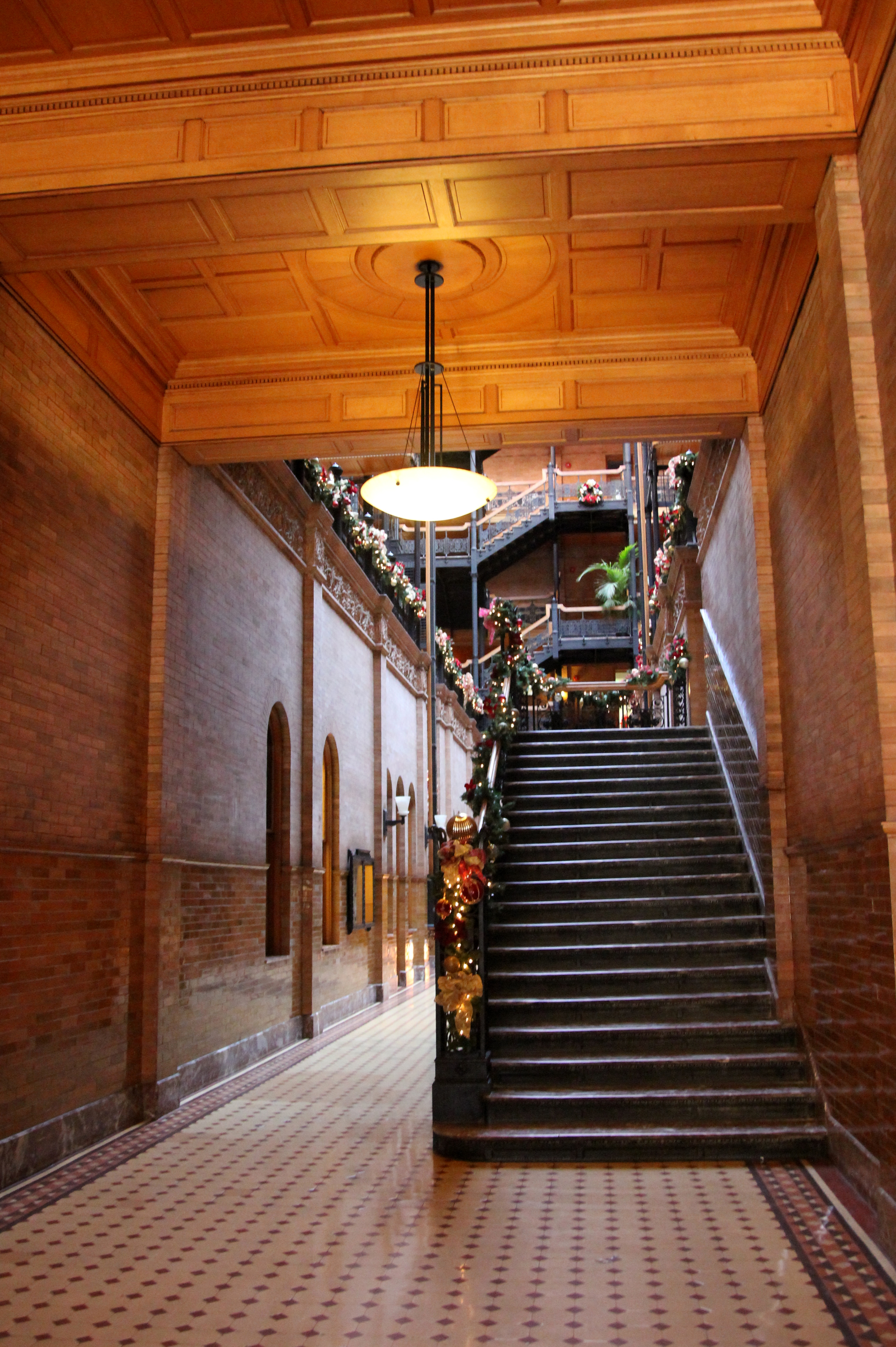
Вход
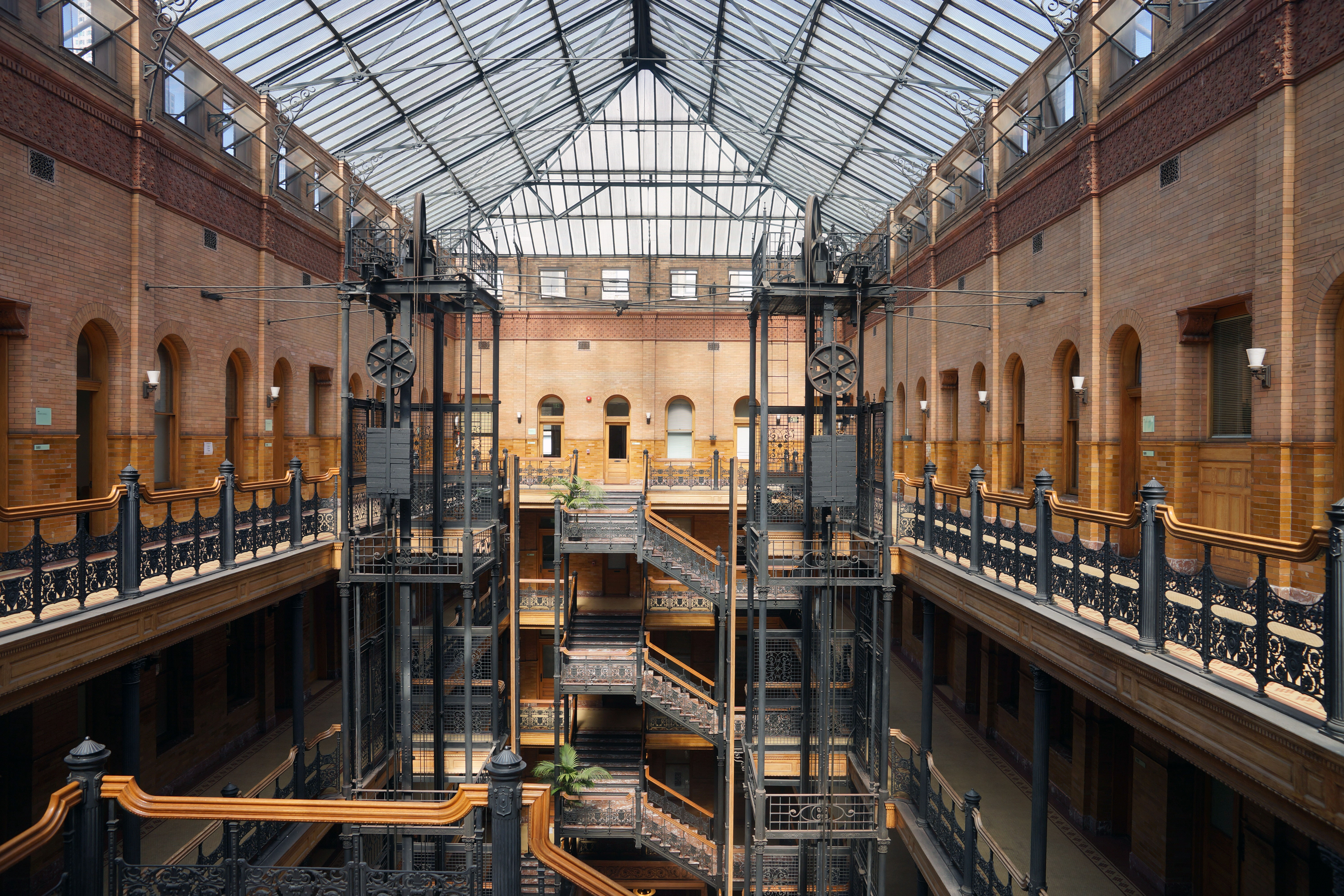
Атриум
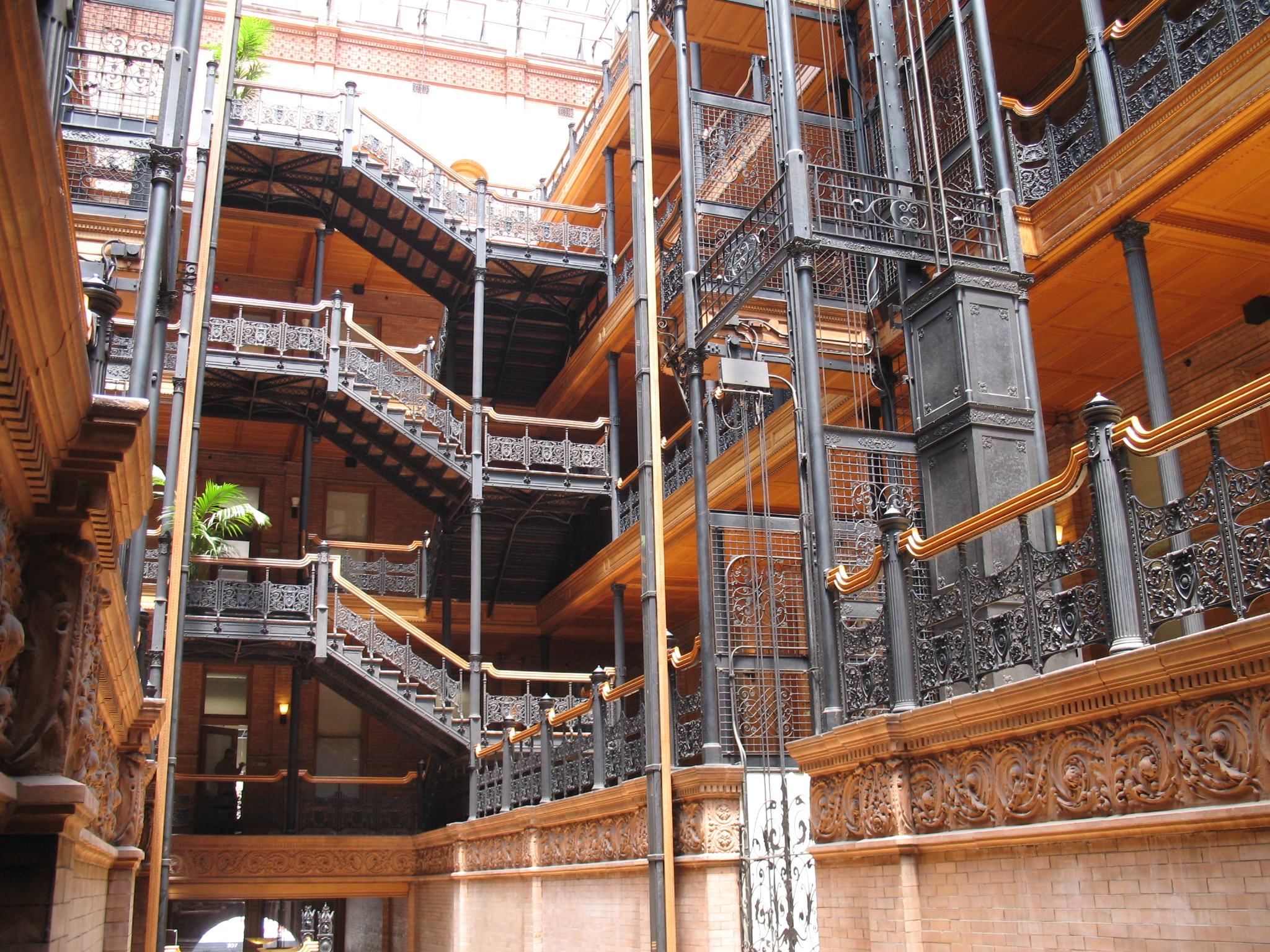
Чугунные филигранные балюстрады в центральном атриуме
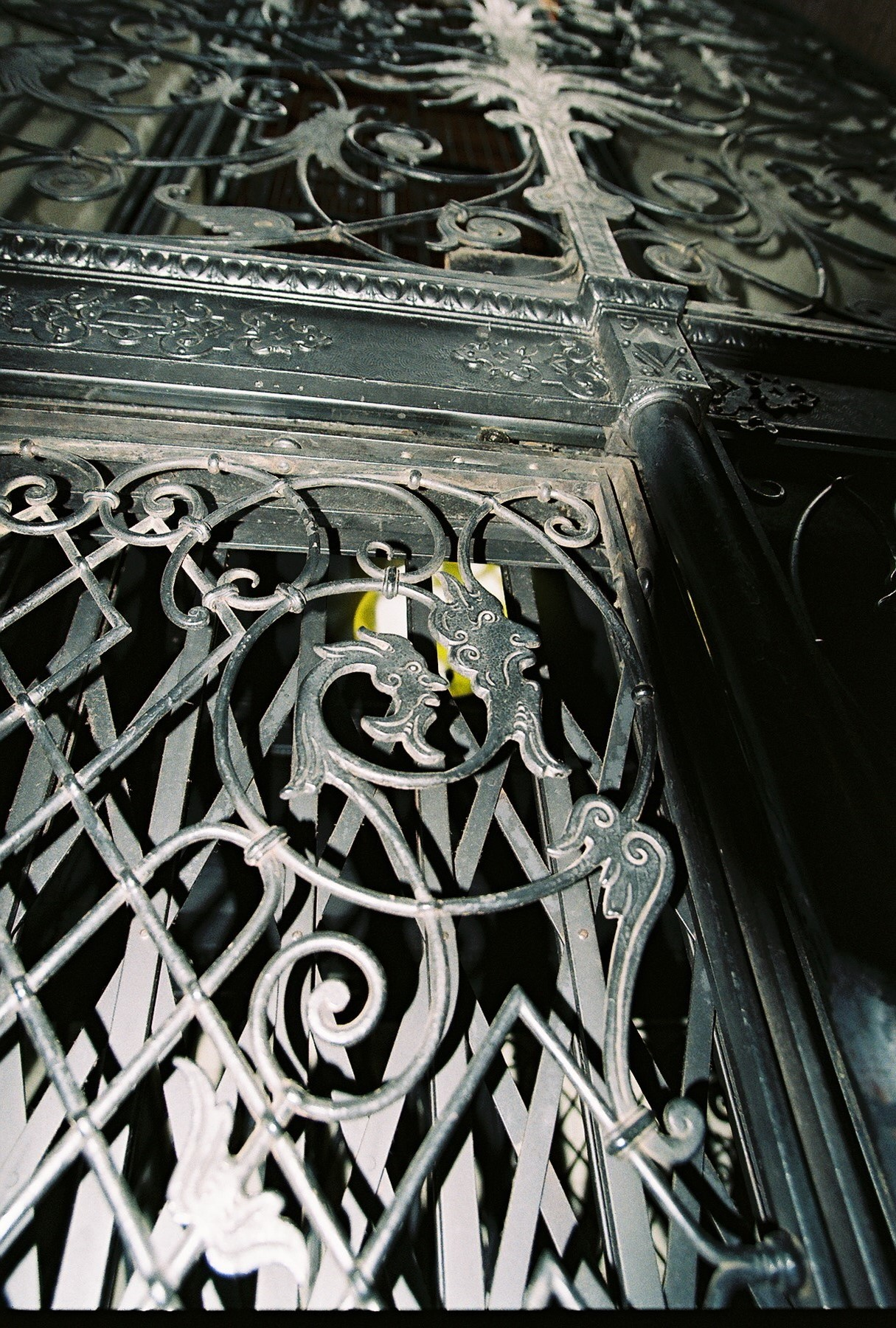
Деталь художественного литья шахты лифта